# Тофилдия маленькая
Тофилдия маленькая (лат. Tofieldia pusilla) — вид травянистых растений рода Тофилдия (Tofieldia) семейства Тофилдиевые (Tofieldiaceae).

## Ботаническое описание

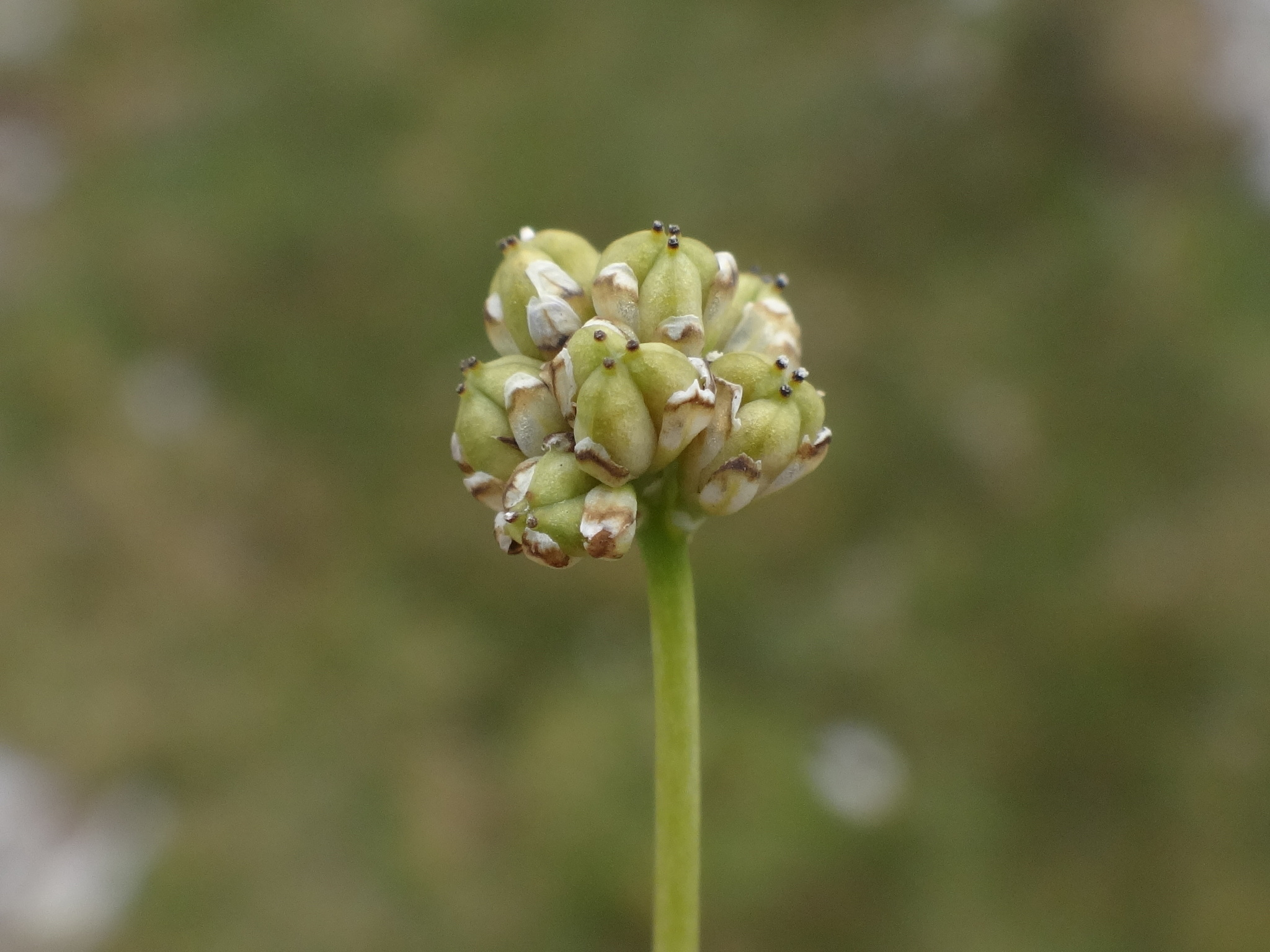
Плоды

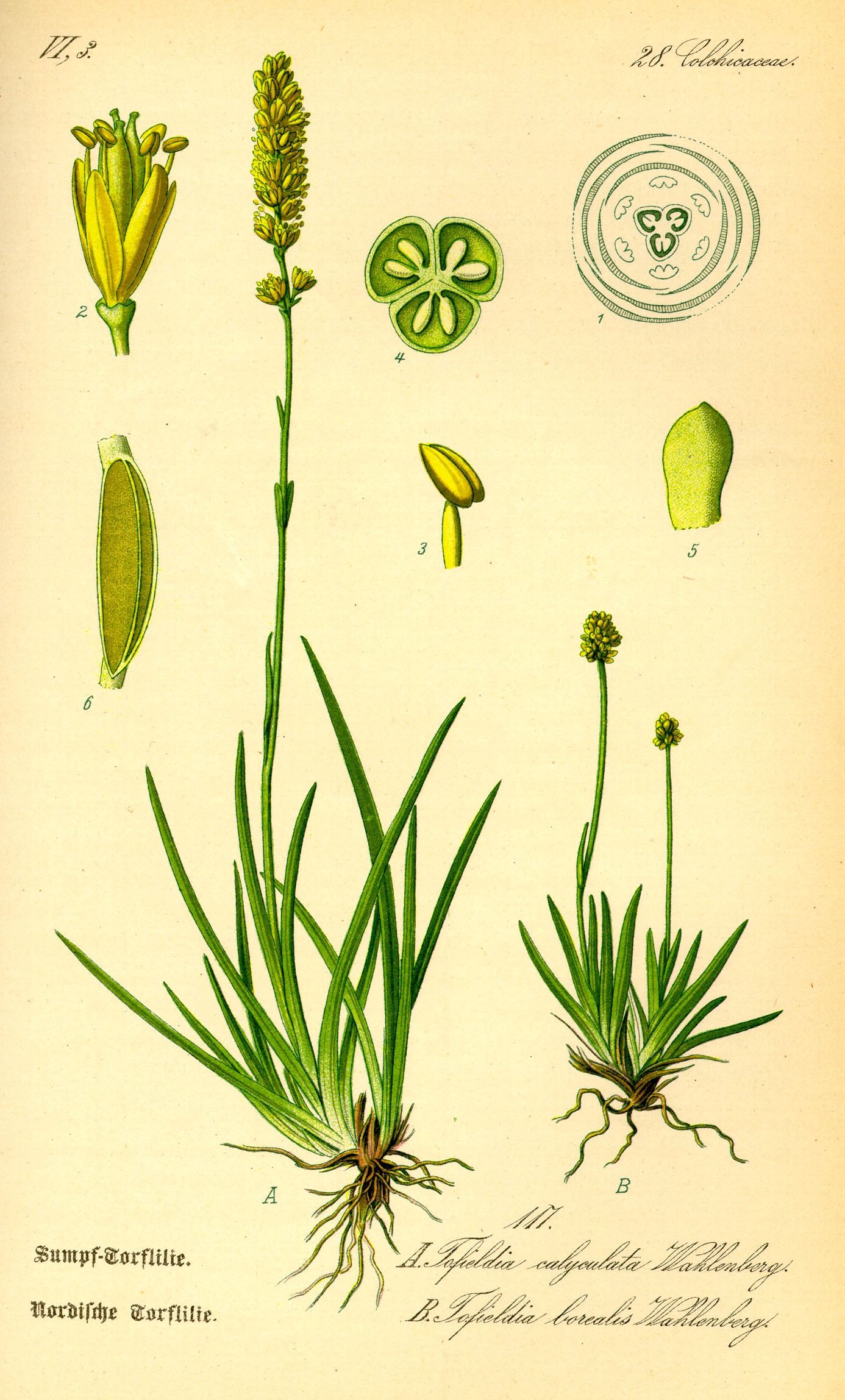
Тофилдия чашечковая (A) и маленькая (B).

Многолетние травянистые растения. Корневище вертикальное или косо-восходящее, ветвистое, выпускающее стебли и пучки прикорневых листьев, образующих маленькие дерновинки. Стебли прямостоячие, 5—20 см высотой и ½—1 мм толщиной, лишь при основании облиственные. Листья ланцетовидно-линейные, недлинно- и косо-заострённые, в 3—4 раза короче стебля, 3—5 см длиной и 1—2¾ мм шириной, обыкновенно 3-жилковые, по краям очень мелко- и тонко-шиповидно-реснитчатые.
Соцветие недлинно-кистевидное, плотное, лишь при основании несколько рыхлое, 1—2 см длиной и 5—6 мм шириной. Цветки беловатые, цветоножки ½—¾ мм длиной, при плодах увеличивающиеся до 1—2 мм, снабженные лишь одним, находящимся при основании их прицветником около ½—¾ мм длиной, который глубоко, до ⅔ надрезан на 3 яйцевидные тупо-заострённые лопасти. Листочки околоцветника продолговато-обратно-яйцевидные, тупые, лодочковидно-вогнутые, 2—2½ мм длиной и 1 мм шириной. Пестик с короткими (⅓ мм длиной) столбиками почти одинаковой длины с околоцветником. Коробочка округло-яйцевидная, 2½—3 мм длиной и 2—2⅓ мм шириной. Семена рыжевато-бурые, продолговатые, сжатые с боков, около ¾ мм длиной. 2n=30.

## Распространение и экология
Евразия и Северная Америка. Встречается в полярно-арктической и альпийской областях по тундрам, прибрежным пескам, по берегам горных ручьев; изредка заходит в соседние места лесной области, где попадается на моховых болотах.

## Синонимы
- Abama pusilla (Michx.) Raf.
- Anthericum calyculatum Pall.
- Isidrogalvia borealis Steud.
- Narthecium boreale Wahlenb.basionym
- Narthecium pusillum Michx.
- Phalangium minimum Hill
- Tofieldia alpina Hoppe & Sternb.
- Tofieldia borealis (Wahlenb.) Wahlenb.
- Tofieldia capitata Hoppe
- Tofieldia capitata Raf.
- Tofieldia minima (Hill) Druce

и другие.